# Battifredo di Głogów
Il battifredo di Głogów (in tedesco: Pulverturm, Glogauer Torturm) è una torre gotica di Lubin risalente alla metà del Trecento, situata nella parte nord-ovest della piazza centrale.

## Descrizione
È una torre gotica costruita su una pianta quadrata e edificata ai tempi della costruzione delle fortificazioni urbane nella metà del Trecento; è stata poi rialzata nel Cinquecento. Venne ricostruita di nuovo nel Settecento e poi nell’Ottocento, periodo nel quale è stata aggiunta la cuspide. Le parti inferiori furono fatte di pietra e mattoni e quelle superiori solo di mattoni. Il sistema della porta urbica di Głogów era composto da un edificio tangente alla torre a nord nonché da una porta con baluardi davanti alle mura. Nell’edificio della porta si trovava un passaggio a volta di 6 metri di altezza, con un ponte levatoio alto originariamente 10 e poi 20 metri. Accanto alla porta c’era una doppia cinta muraria e un fossato triplo con tre ponti, tra cui un ponte levatoio. Alla parete nord-est del battifredo era contiguo un edificio settecentesco a tre piani.

## Stato attuale
Oggi il battifredo a sei piani adiacente alla porta rappresenta un monumento caratteristico di Lubin. Le parti inferiori della torre di pianta quadrata sono in pietra, mentre quelle superiori sono in mattoni. Tutta la superficie muraria è rivestita di intonaco e si distinguono in particolare gli angolari bugnati. Le finestre gotiche incorniciate in pietra sono di diversa grandezza e disposte in modo irregolare; quelle più grandi si trovano nelle parti superiori, quelle più piccole nelle parti inferiori. La torre è coperta con l’alto tetto a padiglione ceramico. Alla parete nord del battifredo si nota una traccia del punto in cui esso si univa con la cinta muraria, che rivela l’altezza della fortificazione urbana originaria.

## Funzioni
Nel Seicento e nel Settecento, la torre svolgeva la funzione del carcere cittadino, ragion per cui sfuggì alla demolizione. Nel 1908, vi fu aperto il museo della città e il battifredo tenne questo ruolo fino al 1945. La torre venne gravemente danneggiata alla fine della Seconda Guerra Mondiale e fu protetta dal logoramento progressivo solo nel 1957. Dopo il restauro era utilizzata tra l’altro dal gruppo PTTK (Associazione polacca di turismo e luoghi d’interesse, Polskie Towarzystwo Turystyczno-Krajoznawcze) di Lubin come ostello della gioventù.
Oggi il battifredo è un luogo d’incontro per Club Alpinistico di Lubin (Lubiński Klub Wysokogórski), Club del Turismo Montano “Problem” (Klub Turystyki Górskiej "Problem"), Associazione dei Creatori di Cultura (Stowarzyszenie Twórców Kultury), Associazione degli Appassionati della Terra di Lubin (Towarzystwo Miłośników Ziemi Lubińskiej) nonché per l’Associazione dei Licenziati del I Liceo di Lubin “Absolwent” (Stowarzyszenie Absolwentów I Liceum Ogólnokształcącego w Lubinie "Absolwent").